# Boeing X-51 Waverider
Boeing X-51 Waverider byl experimentální bezpilotní demonstrátor, který byl schopen dosahovat hypersonických rychlostí, tedy měl možnost pohybovat se rychleji než Mach 5. Technologie umožňující dosahovat těchto rychlostí je zajímavá především pro vojenské využití, protože hypersonické střely by mohly zdolávat velkou vzdálenost v řádech stovek až tisíc kilometrů během několika minut.
Demonstrátor vznikl společným úsilím organizace DARPA, letectva USA, NASA a společností Boeing, Pratt & Whitney Rocketdyne, řízení programu X-51 měla na starost výzkumná laboratoř leteckých sil (AFRL – Air Force Research Laboratory).
Svou letovou premiéru uskutečnil v květnu roku 2010.

## Vznik a vývoj

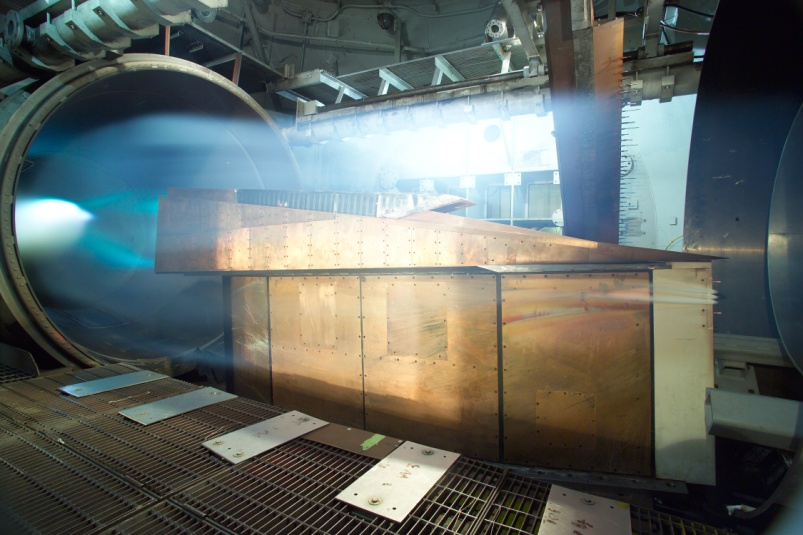
Scramjet Pratt & Whitney Rocketdyne SJY61 při testech v roce 2007. Zachyceno při testech přechodu na palivo JP-7.

V 90. letech se AFRL začala věnovat programu HyTECH, který se zaměřoval na pohon pro hypersonické lety. DARPA spolu s AFRL pověřily společnost Pratt & Whitney Rocketdyne vývojem scramjetu, který by umožňoval lety rychlostí Mach 4,5 až Mach 6,5 se schopností letět alespoň 5 minut, případně s možností zrychlit až na rychlost Mach 7. Podle odhadů mělo dojít k prvním letům koncem roku 2008. Waverider měl navíc na rozdíl od svého předchůdce NASA X-43 využívat uhlovodíkové palivo, místo vodíku.
Celkový návrh letounu provedla divize Phantom Works společnosti Boeing, stejně tak uskutečnila montáž a testování různých komponent X-51.
V září 2005 bylo chystanému demonstrátoru přiděleno označení X-51.
Scramjet SJX61-2 pro Waverider byl v období let 2006 až 2008 testován ve vysokoteplotním tunelu (HTT) ve výzkumném centru v Langley. V tomto zařízení proběhlo 11 zkušebních testů s podobnou pohonnou jednotkou, která měla později pohánět i X-51.
Americké letectvo chtělo použít technologie vyvinuté pro X-51 pro vývoj řízených střel v programu High Speed Strike Weapon (HSSW) u nichž se očekávalo, že budou schopné nasazení v průběhu poloviny 20. let 21. století. Požadovaný dolet byl 500 až 600 námořních mil (až 1 111 km), rychlost Mach 5 až Mach 6 a možnost vypouštění z letounů F-35 nebo B-2.
AFRL a DARPA vyhradily na projekt 246 miliónů USD.

### Letové zkoušky
9. prosince 2009 proběhl zkušební let X-51 v podvěsu pod bombardérem B-52, při něm byla ověřena ovladatelnost a otestovány telemetrické a komunikační systémy pro X-51.
Při prvním letu, který se uskutečnil 26. května 2010 poblíž pobřeží na jihu Kalifornie se demonstrátor pohyboval rychlostí Mach 4,87 po dobu 143 sekund. Dle tvrzení USAF se jedná o první praktické použití scramjetu, který je poháněn uhlovodíkovým palivem během letu.
Na základě první úspěšné zkoušky mělo u zbývajících tří demonstrátorů dojít k úpravě těsnění poblíž výfukové trysky.
Druhá letová zkouška 13. června 2011 skončila neúspěchem, protože se nespustil scramjet při přechodu z etylenového paliva na palivo JP-7. Mark J. Lewis v rozhovoru s Rebeccou Heinrichsovou uvedl, že mezi 1. a 2. letem odešel do důchodu pilot mateřského letounu a  pozemní personál, který chystal první let se obměnil o více než 70 % což mělo vést ke ztrátě odbornosti. Strach ze selhání se podle jeho vyjádření měl podílet také na odkládání letu třetího demonstrátoru. Třetí letová zkouška dne 14. srpna 2012 skončila také nezdarem, neboť se X-51 dostal do vývrtky a rozpadl se ve vzduchu. Během tohoto pokusu byl X-51 vynesen bombardérem B-52 do potřebné výšky a odhozen. Raketový booster začal urychlovat sestavu, ale již po 15,2 sekundách došlo k předčasnému a nečekanému vyklopení pravého stabilizačního křidélka, sestava tak měla tendenci přejít do vývrtky, které zabránil navigační systém urychlovacího stupně. Po vysunutí ostatních křidélek a odhození urychlovacího stupně, ale zůstalo křidélko neovladatelné. Demonstrátor se po ztrátě stavility ve vysoké rychlosti rozpadl.
Čtvrtá letová zkouška proběhla nad tichomořskou leteckou střelnicí Point Mogu Naval Air Warfare Center u pobřeží Kalifornie. X-51 Waverider byl vynesen do výšky 15 km pomocí bombardéru B-52H, který odstartoval z letecké základny Edwards. Po odhození byl letoun urychlen pomocí boosteru na rychlost Mach 4,8, následně došlo k aktivaci scramjetu pro hypersonický let. Ten demonstrátor urychlil na rychlost Mach 5,1. Po vyčerpání paliva JP-7 byl letoun řízeně zničen dopadem do Tichého oceánu. Let pomocí scramjetu trval přibližně 3,5 minuty.  Za šest minut letu urazil letoun vzdálenost celkem 230 námořních mil (425 km).

## Konstrukce
Konstrukce X-51A využívala běžné materiály používané v letectví: hliník, ocel, titan, inconel (slitina niklu a chromu) v omezené míře také uhlíkové kompozity. Pro tepelnou ochranu demonstrátoru byly použity prvky využívající oxid křemičitý a isolační dlaždice Boeing Reusable Insulation, kteréjsou podobné destičkám, které kryly povrch raketoplánů Space Shuttle. Povrch demonstrátoru měl odolat teplotám až 3 500 °F (1 925 °C).
O pohon letounu se podle webových stránek letectva USAF staral palivem chlazený scramjet SJY61, který využíval palivo JP-7, které v minulosti pohánělo letouny SR-71 Blackbird. Dle stránek NASA nebo jiných zdrojů nesl motor označení SJX61-2. Demonstrátor vytvářel svůj vztlak s pomocí rázových vln. Pro urychlení demonstrátoru na rychlost potřebnou pro spuštění scramjetu sloužil upravený raketový stupeň střel ATACMS.
Letouny byly určeny na jedno použití.

## Specifikace (X-51A)
Data dle USAF X-51A Waverider 

### Technické údaje
- Délka: 7,62 m
- Hmotnost: 1 814 kg
- Zásoba paliva: 122 kg
- Pohonná jednotka: 1x scramjet Pratt & Whitney Rocketdyne SJY61

### Výkony
- Maximální rychlost: Mach 5.1
- Dolet:740 km (460 mil)
- Dostup: 21 300 m